# Ganges Mensa
Ganges Mensa (también llamada ocasionalmente Gangis Mensa en la literatura)es una mesa y un depósito estratificado interior en Ganges Chasma, uno de los valles periféricos de Valles Marineris en Marte. La mesa se eleva hasta 4 kilómetros (13.000 pies) desde el suelo de Ganges Chasma, casi a la misma elevación que las mesetas circundantes de Lunae Planum. Al igual que Hebes Mensa, la mesa está completamente separada de las paredes del cañón circundante y ha sufrido una importante erosión que ha provocado su retroceso en extensión areal.
La mesa está compuesta por unidades friables de capas finas que se descomponen en formaciones estriadas, interpretadas por la mayoría de los investigadores como rasgos eólicos erosivos conocidos como yardangs. Está coronada por una capa más resistente que muchos investigadores consideran de origen volcánico. Aunque se considera que la mesa se formó mediante una combinación de vulcanismo y sedimentación, existe una controversia sobre si el vulcanismo asociado a la mesa se produjo de forma subglaciar (en un megalacolito de hielo) o subacuática (en un paleolago). Los partidarios de la hipótesis subglacial creen que Ganges Mensa es un tuya muy similar a los análogos observados en la meseta de Azas, en Tuva (Rusia).

## Contexto
Ganges Mensa es una mesa que se asienta en una profunda cuenca aguas arriba del brazo periférico Ganges Chasma de la red de valles del Valles Marineris. Se extiende a lo largo de casi 100 kilómetros de este a oeste y de 50 kilómetros al norte y al sur entre las paredes de Ganges Chasma, limitada al norte por una escarpa abrupta y disminuyendo gradualmente hacia el fondo del valle por el sur. En su cima, la mesa se eleva hasta 4 kilómetros (13.000 pies) desde el suelo de Ganges Chasma, y su perfil tiene una elevación media de 2 kilómetros (6.600 pies) desde el fondo del valle. Ganges Mensa y Hebes Mensa son las únicas mesas de Valles Marineris que se extienden a la altura del terreno de la meseta circundante.La mesa está separada de las paredes del cañón hacia el norte por un tramo de fondo de valle similar a un foso, similar a Hebes y Capri Mensae y a muchas de las estructuras de mesa observadas en Valles Marineris. Algunos investigadores han interpretado que Ganges Mensae se superpone a terrenos caóticos en Ganges Chasma aguas arriba.
La mesa está rodeada por el mar de dunas más extenso y densamente concentrado de Marte fuera de las regiones polares del planeta.Una amplia llanura arenosa se extiende al sur de la mesa y se intercala con llanuras nudosas y mesas más pequeñas de hasta 20 kilómetros (12 mi) de ancho, disminuyendo gradualmente de tamaño hacia el este. Esta región se ha interpretado como un terreno caótico o un resto erosionado y cubierto de edificios volcánicos. La región en forma de foso al norte de la provincia de la mesa está dominada por terrenos de corrimiento de tierras procedentes de derrumbes en la pared del cañón de Ganges Chasma. Desde entonces, parte de esta zona ha sido cubierta por dunas de arena.
Los investigadores también han encontrado indicios de firmas de sulfato que se manifiestan en montículos de tonos claros que pueden observarse en el suelo del Ganges Chasma. Algunos investigadores han interpretado estos accidentes geográficos como originados por la erosión de capas sulfatadas presentes en las unidades de Ganges Mensa.
Ganges Mensa se encuentra en el cuadrilátero Coprates de Marte, centrado cerca del ecuador en el hemisferio occidental a 7.2° S y 48.8° W. El accidente geográfico recibió su nombre de una característica clásica del albedo que fue publicada en un manuscrito de 1930 llamado La Planéte Mars escrito por el astrónomo franco-griego Eugène Michel Antoniadi. La Unión Astronómica Internacional aprobó oficialmente el nombre de Ganges Mensa en 2006.

## Geología

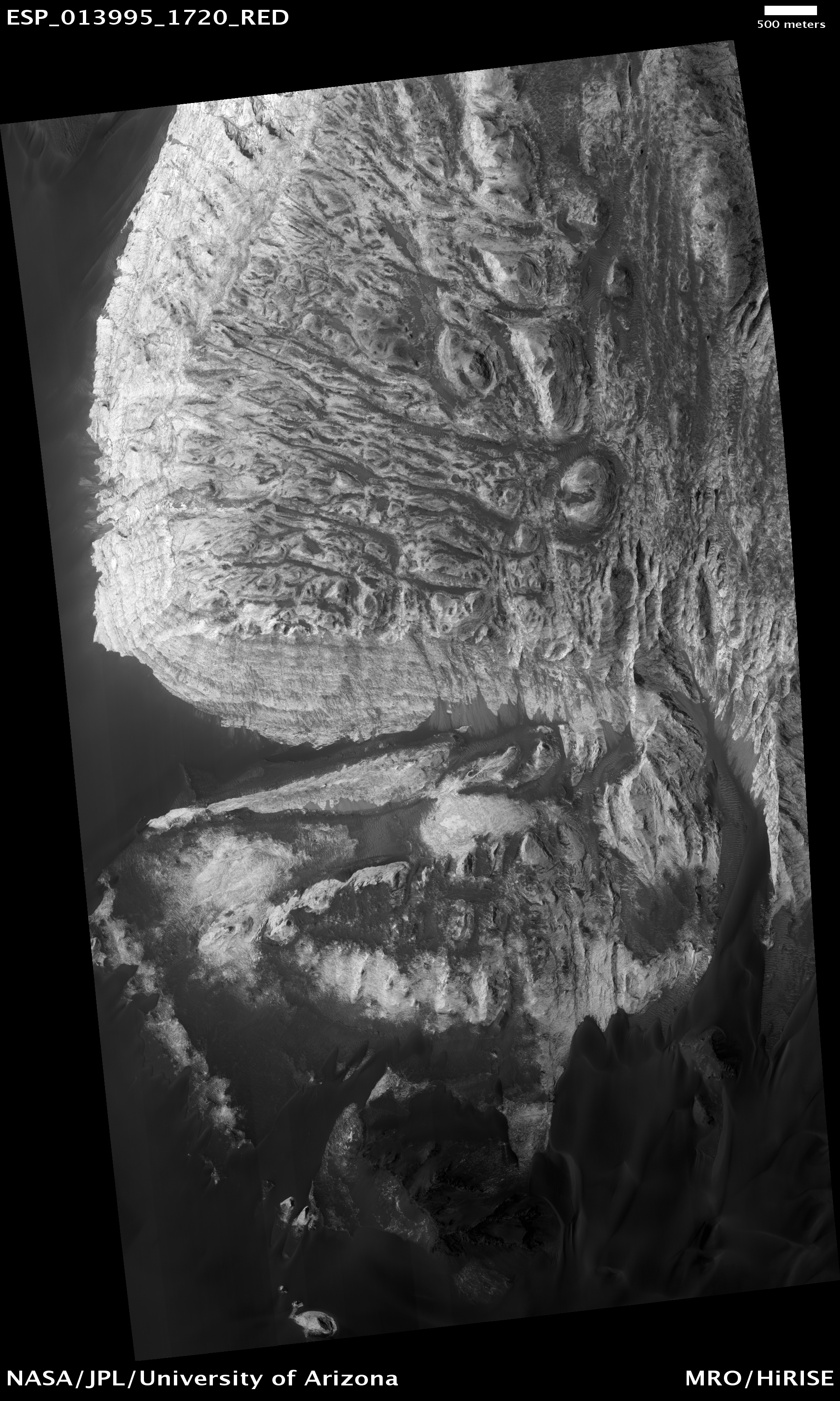
Imagen HiRISE de uno de los bordes de Ganges Mensa. El mar de dunas del suelo de Ganges Chasma es visible a la izquierda de la imagen, con otras dunas de arena formando vetas oscuras a través del casquete de Ganges Mensa. Las texturas estriadas son visibles, inclinándose hacia la izquierda. Las laderas más empinadas tienden a tener una texturación más clara en Ganges Mensa.

Los investigadores han identificado dos, tres, cuatro, o cinco unidades estratigráficas en la mesa que se definen de forma más conspicua por la presencia, distribución y longitud de largos acanalados erosivos (interpretados por muchos investigadores como yardangs, históricamente, posiblemente como el resultado de la extracción de agua subterránea), y rasgos temáticamente consistentes de diferente albedo. Los yardangs son hileras de rasgos lineales alargados cortados en el lecho rocoso por vientos que soplan en una dirección sostenida, cubriendo superficialmente vastas franjas de la meseta. Estos accidentes geográficos suelen tener cientos de metros de longitud y decenas de metros de altura, pero se ha observado que son mucho mayores en la cara norte de Ganges Mensa. La cara suroeste de la mesa es más escarpada y contiene los ejemplos más incisos de yardangs en el relieve, lo que sugiere que la erosión eólica fue más severa en esta parte de la mesa. Estas unidades se depositaron en al menos dos eventos deposicionales, intercalados por al menos uno o posiblemente dosperiodos extendidos de erosión, dependiendo de interpretaciones específicas sobre la presencia de conformidades angulares observadas en la estratigrafía.
Las unidades estratigráficas basales de Gange Mensa muestran firmas espectrales de sulfatos polihidratados como la kieserita, que son visibles hasta elevaciones de 1.900 metros (6.200 pies) cuesta arriba en la mesa. Estas firmas de sulfatos no están representadas de forma consistente en otros lugares de la red de Valles Marineris,pero están presentes dentro de Eos Chasma y Capri Chasma y particularmente en Capri Mensa, que se encuentra al sur.Algunas de estas unidades están marcadas por lo que algunos investigadores han interpretado como lechos anteriores de materiales eólicos oscuros (formados por el viento).Estos lechos oscuros carecen de firmas espectrales de minerales máficos comunes como piroxenos, olivino u óxidos de hierro (como la hematites).Contra terrenos estriados se ha observado que los lechos buzan entre 15° y 25°. Estas unidades gruesas y friables, en sus mayores extensiones, alcanzan hasta 1 kilómetro (3.000 pies) de espesor.
Están cubiertas por una unidad altamente resistente que algunos investigadores interpretan como de origen volcánico, pero que ha sido socavada por la erosión de la débil roca subyacente. La roca de cubierta de Ganges Mensa no muestra este buzamiento y en su lugar parece apilarse horizontalmente sobre estas capas. Estas capas se han datado provisionalmente en el periodo amazónico medio-tardío, coincidiendo con la formación de algunos canales de desagüe que desembocan en Chryse Planitia.Las cúpulas oscuras y las crestas en la tapa del material se han asociado históricamente con la modificación volcánica,pero más recientemente se han propuesto para ser la fuente de alimentación intrusiva de esta roca de la tapa.Debido a esta susceptibilidad a la erosión y el colapso, Ganges Mensa fue probablemente una vez mucho más extensa de lo que parece ser en la actualidad. Un delantal de cráter exhumado a casi 10 kilómetros (6 mi) al este de la mesa parece atravesar una estructura que algunos investigadores han interpretado como una parte ahora enterrada de la mesa.El desgaste masivo a gran escala de estas unidades estratigráficas más débiles (más notablemente, en el deslizamiento de dos bloques por la cara sur de la mesa) se ha observado conspicuamente en la mesa.
Las capas observadas descritas anteriormente -denominadas por los investigadores depósitos estratificados interiores- son de considerable interés para los investigadores que estudian la posibilidad de vida en el pasado en Marte debido a la presencia espectral de kieserita, un mineral de sulfato de magnesio polihidratado. Este mineral sólo se forma en cantidades suficientes en ambientes acuosos ácidos, lo que sugiere la presencia de agua desde hace mucho tiempo en las zonas donde se encuentran estos materiales. Ganges Mensa es la más occidental de las regiones donde se han encontrado este tipo de capas en la gran región de Valles Marineris. En situaciones terrestres, los sulfatos polihidratados casi siempre se encuentran junto con hematita (un mineral de óxido de hierro que también se sabe que se forma diagenéticamente en ambientes acuosos neutros), pero no se han encontrado firmas espectrales de hematita con kieserita en Ganges Mensa. Los investigadores han especulado con la posibilidad de que la hematites de Ganges Mensa se haya erosionado y ya no esté presente en cantidades significativas en los ILD. Se ha encontrado hematites en otros lugares en depósitos estratificados del interior río abajo, lo que sugiere que los ambientes acuosos del Valles Marineris, incluido el Ganges Mensa, se volvieron cada vez menos ácidos a finales del Hespérico y principios del Amazónico.

### Interpretaciones del mecanismo de formación

#### Hipótesis del vulcanismo subglacial

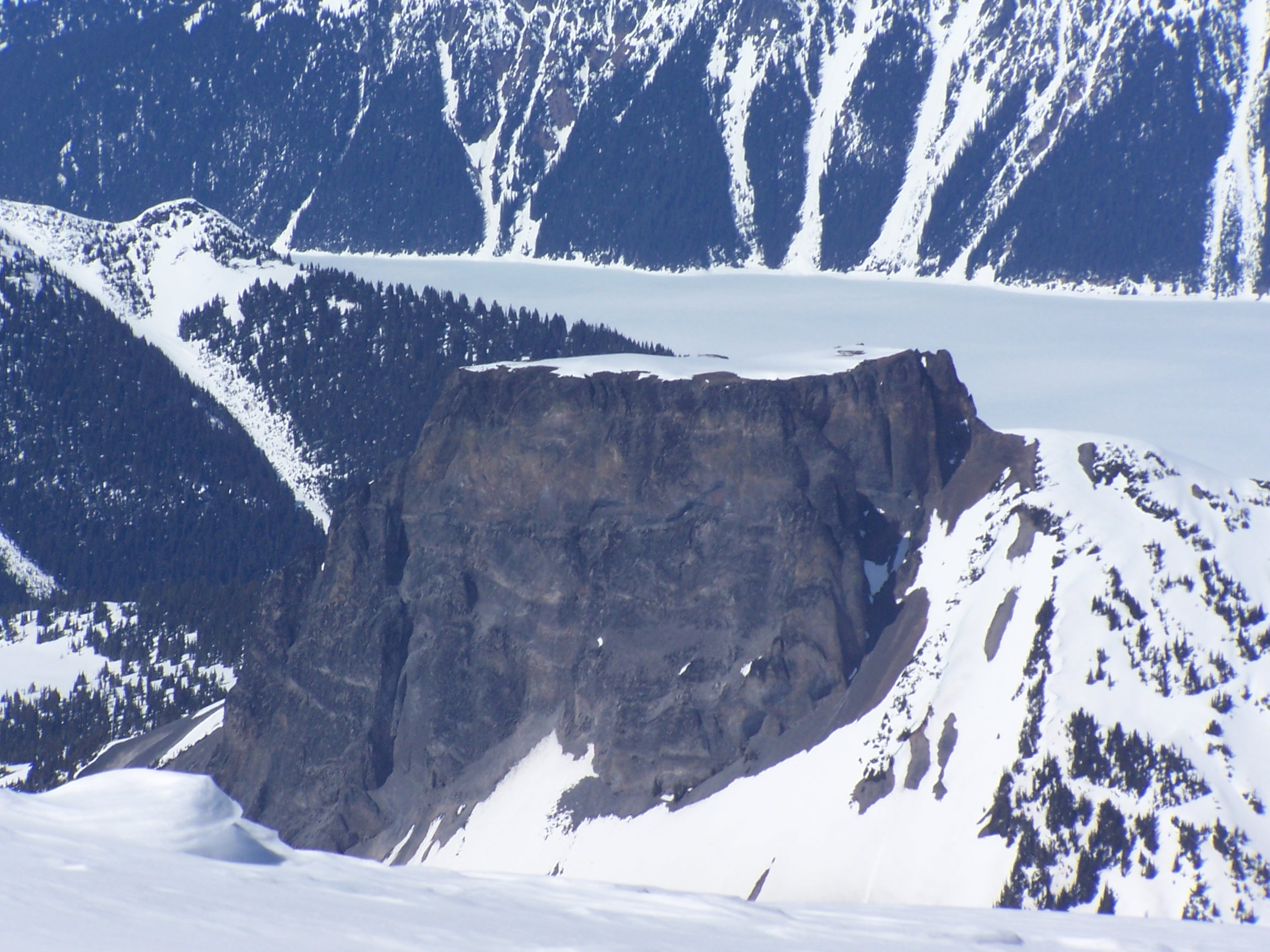
La Mesa, un tuyas en la Columbia Británica. Algunos investigadores han intentado establecer una analogía entre el Ganges Mensa y las tuyas de la Columbia Británica, que se cree que se formaron como resultado de la actividad volcánica subglacial.

La provincia de Ganges Mensa y otros depósitos estratificados del interior de Valles Marineris han sido fuertemente analogados con la meseta de Azas, una región de la República de Tuva (sujeto federal de Rusia) cercana al lago Baikal y a la frontera con Mongolia. Se cree que el campo volcánico de la meseta de Azas se formó mediante vulcanismo subglacial; ese mecanismo se utiliza en consecuencia para interpretar la geomorfología del Ganges Mensa, que se ha analogado con un relieve terrestre conocido como tuya. Algunos investigadores han propuesto que el Ganges Mensa podría ser una versión extremadamente erosionada de una tuya. Otros investigadores han propuesto alternativamente que la forma moderna del Ganges Mensa fue un efecto deposicional y no erosional. La actividad volcánica que formó el Ganges Mensa podría haberse producido en un gigantesco laccolito en forma de pingo compuesto de hielo, o en un lago completamente congelado dentro del Ganges Chasma.
Los partidarios de la hipótesis del origen volcánico subglacial señalan que la roca de cubierta del Ganges Mensa, orientada horizontalmente, es morfológicamente coherente con la roca de cubierta que se observa en los tuyas de la meseta de Azas. Se han observado varios domos y crestas arqueadas a lo largo de la roca de cubierta del Ganges Mensa,lo que ha llevado a algunos a especular que estas probables formas volcánicas son en realidad evidencias de diques magmáticos, chimeneas volcánicas o restos erosionados de cuellos volcánicos que pueden haber intruido capas subyacentes para depositar la roca de cubierta.
La presencia de extensas capas finas en las gruesas unidades estratigráficas friables bajo la roca de cubierta del Ganges Mensa podría corresponder estrechamente a hialoclastitas, que son brechas volcánicas que se forman cuando las lavas entran en erupción directamente en agua o hielo y luego se apagan. Las facies de hialoclastitas propuestas se han comparado con las que componen las tuyas de Islandia. Otros autores han propuesto que estos terrenos estratificados podrían constituir una alternancia de flujos máficos y tobas de palagonita, como se ha observado en algunas tuyas islandesas.
Los investigadores han observado, sin embargo, que las mesas estudiadas de Valles Marineris, incluida Ganges Mensa, están rodeadas por un extenso mar de dunas que nunca se ha observado en las proximidades de tuyas terrestres. En la propia mesa, los lechos de antepaís son típicos de las tuyas terrestres, pero las inclinaciones del lecho observadas en Ganges Mensa son mucho más pronunciadas que las que se han observado en las tuyas de la Columbia Británica.

#### Hipótesis del vulcanismo subacuático

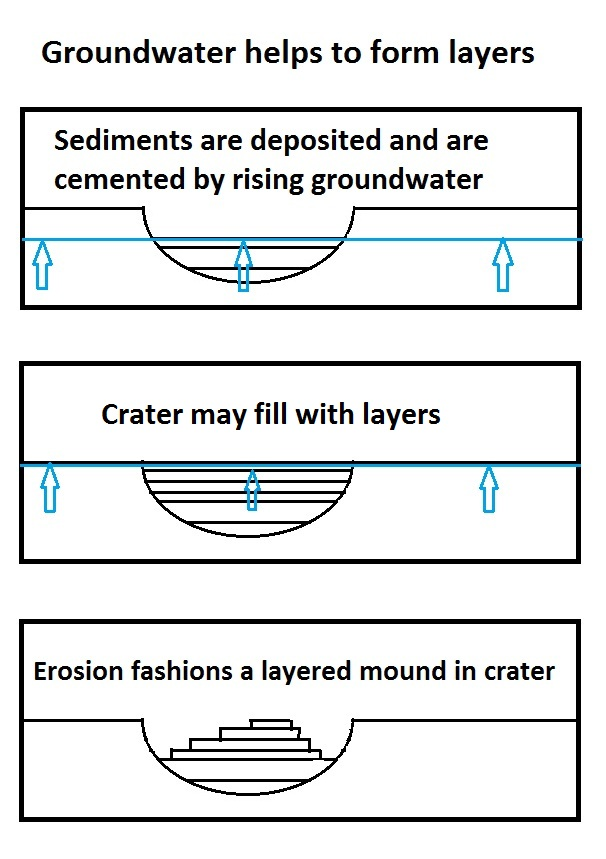
Una caricatura que muestra un mecanismo propuesto para la formación de Ganges Mensa, según aquellos que favorecen una hipótesis depositacional para la formación de los depósitos estratificados interiores que se han descrito para formar Ganges Mensa.

Los partidarios de una hipótesis subacuática para la formación de Ganges Mensa sostienen que la mesa se desarrolló debido a una combinación de factores volcánicos y sedimentarios por debajo de un paleolago persistente de kilómetros de profundidad. Los partidarios de esta hipótesis tienden a favorecer una explicación deposicional de baja energía para la formación de la mesa en lugar de una subglacial, con los IDL enriquecidos en sulfato basales depositados durante el Hespérico, cuando se estaban formando los canales de salida circum-Chryse.
Una formación subacuática podría explicar los depósitos friables de capa fina dentro de las paredes de Ganges Mensa si se tratara de turbiditas, pero dado que las partículas sedimentarias pueden ser variables en composición y en distancia recorrida desde la fuente, no se observaría necesariamente la secuencia de Bouma tradicional característica de las turbiditas terrestres.
Los detractores de esta hipótesis para Ganges Mensa señalan que no hay barreras en los chasmata que parezcan confinar un paleolago putativo aguas abajo hacia los canales de desagüe que suelen originar (como la forma en que Ganges Chasma se abre en las tierras altas de Chryse Planitia), y que no se observan morfologías en Ganges Mensa ni en ninguna de las otras mesas de Valles Marineris que pudieran corresponder a bancos de paleosuperficie. En términos más generales, Hebes Mensa también se extiende a una mayor elevación que el borde de Hebes Chasma, lo que tiene implicaciones en el mecanismo de formación más amplio de las mesas del valle que es poco probable que se expliquen por un mecanismo lacustre. Sin embargo, es perfectamente posible que el resurgimiento de la superficie haya eliminado cualquier indicio de paleosuelos, y que la geometría de Ganges Chasma haya sido lo suficientemente diferente en el pasado como para haber favorecido la presencia de un paleolago profundo.

## Historia de las observaciones

### SigloXX
En 1987, Susan S. Nedell y David W. Andersen (Universidad Estatal de San José) y Steven W. Squyres (Centro de Investigación Ames de la NASA) informaron sobre la presencia de depósitos estratificados a lo largo del Valles Marineris, ofreciendo las primeras observaciones detalladas sobre la estructura, estratigrafía, distribución y composición de las formas del terreno dentro de la red de valles en imágenes Viking. Se centraron especialmente en los depósitos de Candor Chasma, haciendo algunas generalizaciones regionales. Nedell y sus coautores ofrecieron hipótesis preliminares sobre cómo se formaron estos depósitos. Los investigadores concluyeron que un mecanismo de depósito lacustre era, en general, la hipótesis de formación más probable, frente a las hipótesis eólica o volcánica explosiva. Tampoco consideraron factible suponer que los depósitos estratificados fueran coherentes con los materiales que componían las paredes de sus valles, pero sí señalaron que parte del material de los desprendimientos de las paredes de los cañones se incorporaría inevitablemente a estos depósitos estratificados en el caso de un origen deposicional. En particular, Nedell y colaboradores no pudieron apoyar ni oponerse firmemente a un origen volcánico de los depósitos, ya que no identificaron calderas asociadas a ninguno de los depósitos estratificados, incluido el Ganges Mensa. Sin embargo, señalaron que la presencia de alguna estructura central -volcánica y/o relicta- podría explicar el gran tamaño de estos depósitos estratificados en relación con la cantidad de escombros que cabría esperar que se depositaran en un entorno lacustre.
Goro Komatsu y Robert G. Strom, de la Universidad de Arizona, presentaron un resumen en la 21ª Conferencia de Ciencias Lunares y Planetarias en 1990 para discutir observaciones recientes sobre la geología de terrenos estratificados en la mesa con posibles intrusiones volcánicas. En ese momento, Komatsu y Strom favorecían una hipótesis de origen lacustre (deposición lacustre) para Ganges Mensa.
En 1993, Goro Komatsu, Paul E. Geissler, Robert G. Strom y Robert B. Singer (todos de la Universidad de Arizona) publicaron un estudio en el que examinaban la presencia de depósitos estratificados en Valles Marineris, profundizando en el trabajo discutido por última vez en 1990 en la LPSC.
En 1994, Baerbel K. Lucchitta, Nancy K. Isbell y Annie Howington-Kraus (todos del Servicio Geológico de Estados Unidos) informaron sobre la correspondencia de los mapas geomórficos de Valles Marineris con los modelos digitales del terreno, ofreciendo sus ideas sobre la geocronología de la red de valles. Los investigadores sostenían que un origen lacustre para los depósitos estratificados interiores como Ganges Mensa era improbable, ya que los niveles lacustres no podrían mantenerse a la profundidad necesaria para depositar rasgos tan grandes dada la apertura del sistema de cañones, aunque admitían que la geometría del sistema de cañones podría haber sido diferente y que las distintas simas podrían haber sido cuencas desconectadas o aisladas. Lucchitta y sus colaboradores señalaron que no había pruebas de que el Ganges Chasma estuviera represado, lo que hacía improbable la hipótesis de un origen lacustre. En primer lugar plantearon la hipótesis de que Ganges Mensa podría haber sido un tuya, una montaña volcánica de mesa formada por erupciones en gigantescos laccolitos de hielo con forma de pingo o lagos helados poco profundos.

### Principios de la década de 2000
En 2000, Jennifer A. Waggoner (South Dakota School of Mines and Technology, en prácticas en el Lunar and Planetary Institute) y Allan H. Treiman (Lunar and Planetary Institute) utilizaron imágenes Viking para cartografiar geológicamente el Ganges Mensa, subdividiéndolo en cuatro unidades denominadas por los principales ríos de la India que sirven de afluentes al río Ganges (Gandak, Brahmaputra, Tista, Yamuna). Los datos del Mariner 9 se utilizaron para crear imágenes estereoscópicas de los depósitos estratificados. Waggoner presentó un resumen en la 31ª Conferencia de Ciencias Lunares y Planetarias para informar de sus resultados. A la luz del uso de estas imágenes estereoscópicas del MOC, los investigadores no pudieron confirmar definitivamente la presencia de una discordancia angular propuesta anteriormente por Goro Komatsu en 1993.
En 2002, Meredith A. Higbie (Skidmore College, en prácticas en el Lunar and Planetary Institute), Robert R. Herrick y Allen H. Treiman (Lunar and Planetary Institute) enviaron un resumen para presentarlo en la 33ª Conferencia de Ciencia Lunar y Planetaria en el que se discutían los esfuerzos para realizar cartografía geológica y caracterizar los depósitos de capas interiores (ILD) previamente documentados en Ganges Mensa con datos de Mariner 9 y Viking. Higbie y sus colaboradores utilizaron datos de MOLA y MOC. Basándose en trabajos anteriores de Waggoner, Higbie separó cronológicamente la estructura de la mesa en cinco unidades estratigráficas (de abajo a arriba: Gandak, Brahmaputra, Tista, Yamuna y Gomti)
En 2004, Goro Komatsu, Gian Gabriele Ori (Universidad Gabriele D'Annunzio de Italia), Paolo Ciarcelluti (Universidad de Roma Tor Vergata) y Yury D. Litasov (Academia Rusa de las Ciencias) compararon por primera vez la presencia de depósitos estratificados en el interior de la mesa de los Valles Marineris con las características volcánicas subglaciales de la meseta de Azas, en Tuva (un territorio federal de Rusia oriental), cerca de la frontera con Mongolia. En particular, los investigadores describieron la presencia de ILDs como mesas en Valles Marineris como análogos probables a tuyas terrestres.Esta idea motivó trabajos posteriores de Ross Beyer y Alfred McEwen sobre la investigación de esta hipótesis, en particular, en el contexto de Ganges Mensa.
En 2004, Ross A. Beyer publicó su tesis doctoral bajo la supervisión de su asesor en la Universidad de Arizona, Alfred McEwen. Entre otros temas de estudio, Beyer evaluó el ángulo de buzamiento de las capas en Ganges y Hebes Mensae. Los detalles de esta investigación se recogen en la publicación de Beyer de 2005.
En 2005, Ross A. Beyer y Alfred McEwen, de la Universidad de Arizona, utilizaron datos de MOC y MOLA para intentar discernir el ángulo de buzamiento de los materiales eólicos oscuros visibles en las capas de Ganges y Hebes Mensae. En un principio se creyó que estas capas eran lecho rocoso, pero más tarde se sospechó que eran análogos a los lechos de foreset observados habitualmente en tuyas terrestres (estructuras volcánicas que erupcionaron en glaciares suprayacentes), que suelen tener un ángulo de unos 35°. El examen del ángulo de buzamiento se consideró posible ya que el terreno en el que estas capas son visibles en el sur de Ganges Mensa está estriado, lo que permite una conceptualización tridimensional de la orientación del plano en el que estas capas estaban anguladas. Los autores presentaron un resumen en la 36ª Conferencia de Ciencias Lunares y Planetarias para hablar de su trabajo, en el que informaban de que el ángulo de buzamiento de estos lechos de antepaís en Ganges y Hebes Mensae eran demasiado poco profundos para aproximarse a los que se observan en sus homólogos terrestres. La forma de Ganges y Hebes Mensae tampoco es característica de los tuya terrestres, pero podría representar el aspecto de un tuya terrestre si ha sufrido una erosión muy importante.
Ese mismo año, Ross A. Beyer (actualmente en el Centro de Investigación Ames de la NASA) envió un resumen para presentarlo en la Reunión de Otoño de la Unión Geofísica Americana, en el que informaba sobre su trabajo para aclarar la estratigrafía de la estructura Ganges Mensa, ahora con datos THEMIS infrarrojos de mayor resolución. Beyer argumenta con más fuerza, aunque no de forma concluyente, a favor de la hipótesis de que Ganges Mensa se formó de forma similar a un tuya terrestre, basándose en la presencia de restos eólicos muy friables y finamente estratificados frente a material volcánico más resistente.

### Desde finales de la década de 2000 hasta la actualidad
En 2006, Ross A. Beyer (Centro de Investigación Ames de la NASA) presentó un resumen en la 37ª Conferencia de Ciencias Lunares y Planetarias en el que informaba de su trabajo de caracterización detallada de las morfologías eólicas presentes en la superficie de Ganges Mensa. Beyer también investigó un cráter en el borde oriental de la mesa que parece mostrar evidencias de enterramiento y posterior exhumación. Las partes descubiertas de ese cráter se superponen a un dedo de la mesa, lo que añade pruebas significativas a la hipótesis de que Ganges Mensa fue en su día un relieve mucho más extenso que desde entonces se ha erosionado en gran medida.
Beyer también presentó un resumen en la reunión de la Unión Geofísica Americana de ese año para informar sobre la relación de los depósitos de montículos de tonos claros en Ganges Chasma con la unidad basal de Ganges Mensa, utilizando datos espectrales OMEGA para observar similitudes en las firmas de kieserita entre las capas de mesa portadoras de sulfato y esos montículos.
En 2008, Matthew Chojnacki y Jeffrey E. Moersch, de la Universidad de Tennessee, presentaron un póster en la Reunión de Otoño de la Unión Geofísica Americana para informar sobre su trabajo de caracterización de los ergios del Valles Marineris utilizando datos de THEMIS, CTX e HiRISE de moderada a alta resolución. Entre otros resultados, los autores afirmaron que las mayores concentraciones de dunas dentro de Valles Marineris -incluido el mayor erg no polar de Marte- se encuentran dentro de Ganges Chasma, inmediatamente alrededor de Ganges Mensa.
En 2008, Mariam Sowe, Ernst Hauber y Ralf Jaumann (Centro Aeroespacial Alemán, o DLR), John F. Mustard y Leah H. Roach (Brown University), y Gerhard Neukum (Universidad Libre de Berlín) presentaron un resumen en el Congreso Europeo de Ciencias Planetarias para informar de un análisis de la composición de los depósitos estratificados interiores de Ganges Mensa utilizando datos CRISM (espectrales), THEMIS (termofísicos diurnos/nocturnos) y HRSC (elevación). Los investigadores hallaron firmas espectrales en Ganges Mensa que apoyan un origen lacustre salino, debido en gran parte a la probable presencia de sulfatos polihidratados como la kieserita. Estas firmas de sulfato sólo se observan en la unidad superior identificada por Sowe y sus colaboradores.
En 2011, Mariam Sowe, Gerhard Neukum (Universidad Libre de Berlín) y Ralf Jaumann (DLR) publicaron un estudio comparativo de los depósitos estratificados interiores a través de Valles Marineris y la región de su desembocadura en Chryse Planitia. Ganges Mensa era uno de los dos lugares principales (junto con Eos Chasma) donde se habían observado y estudiado estos ILD en la red de Valles Marineris, con el resto de los lugares estudiados aguas abajo hacia el noreste. En la publicación se preparó una sección transversal de una región que incluía Ganges Mensa y Eos Chasma, y en ella se discutían los mecanismos particulares de formación de los ILD.
En 2017, Selby Cull-Hearth y M. Caroline Clark (Bryn Mawr College) presentaron una investigación exhaustiva de la mineralogía de Ganges Chasma utilizando datos CRISM. Los autores reafirmaron los niveles estratigráficos inferiores de la mesa como una mezcla de sulfatos monohidratados y óxidos férricos. Los depósitos que albergan estas firmas espectrales en Ganges Mensa tienden a contrastar con el terreno circundante de forma más oscura, y parecen manifestarse generalmente en depósitos más no consolidados (incluidas las dunas de arena del fondo del valle circundante). Sin embargo, en 2018, Giovanni Leone, de la Universidad de Atacama, publicó una refutación directa a esta publicación, señalando que Cull-Hearth y Clark habían elaborado su estudio en torno a la suposición de que los minerales hidratados de Ganges Mensa y Ganges Chasma requerían procesos acuosos para formarse. Leone citó una serie de publicaciones que sugerían explicaciones alternativas para la alteración que los coautores originales no abordaron o refutaron de otro modo.